# Virbia rosenbergi
Virbia rosenbergi är en fjärilsart som beskrevs av Rothschild 1910. Virbia rosenbergi ingår i släktet Virbia och familjen björnspinnare. Inga underarter finns listade i Catalogue of Life.